# Marchetto de Padua
Marchetto de Padua, también conocido como Marchettus de Padua, Marchetto di Padua o Marchetto da Padova, (c. 1274; fl. 1305 – 1319) fue un teórico de la música y compositor italiano de finales de la Edad Media. Sus innovaciones en la notación de valores de tiempo fueron fundamentales para la música de la época estilística conocida como Trecento, a veces denominado "ars nova italiano", igual que lo fue su trabajo de definir los modos musicales y perfeccionar la afinación. Además, fue el primer teórico de música en hablar del cromatismo.

## Vida
Lo más probable es que naciera en Padua. Se sabe muy poco sobre su vida, pero hay registros que confirman que fue profesor de música de los niños del coro en la catedral de Padua en 1305 y 1306. Dejó Padua en 1308 para trabajar en otras ciudades del Véneto y la Romaña. Sus dos tratados principales fueron escritos entre 1317 y 1319, poco antes de que Philippe de Vitry creara su tratado Ars nova (c. 1322), el cual dio nombre a la música de ese periodo. Marchetto indica en los propios tratados que fueron escritos por él en Cesena y Verona. No hay ningún otro registro fiable sobre su vida, a pesar de que su fama era evidentemente extendida y su trabajo tuvo gran influencia más tarde en el siglo XIV.

## Obras teóricas
Publicó dos tratados principales y una versión resumida de uno de ellos:
- Lucidarium in arte musicae planae, probablemente en 1317-1318.
- Pomerium in arte musicae mensuratae, probablemente en 1318.
- Brevis compilatio, que es la versión resumida del Pomerium y se desconoce la fecha en que lo escribió.

La datación precisa de sus trabajos ha sido importante para la musicología debido a la controversia sobre si Marchetto estaba bajo la influencia de las innovaciones del ars nova francés, tal y como habían sido escritas por Philippe de Vitry y Johannes de Muris en la década de 1320; o bien si la influencia siguió el camino inverso. Lo más probable es que su trabajo fuera el primero en el tiempo, aunque él conocía perfectamente la práctica francesa —que, como la mayor parte de innovaciones musicales anteriores al siglo XX, sólo pasaban a ser discutidas en los escritos años después de que dichas innovaciones musicales se dieran en la práctica. Todos los tratados excepto la versión condensada se encuentran en un marco fuertemente escolástico y eran casi seguramente colecciones de enseñanzas orales.
Sus innovaciones tienen lugar principalmente en tres áreas: afinación, cromatismo y notación de valores temporales. Fue el primer escritor medieval en proponer la división del tono entero en más de dos partes. En el área de los valores de tiempo, mejoró el viejo sistema de notación franconiana. La notación musical evolucionó en aquel momento hacia el método utilizado hoy, donde un símbolo individual representa un valor de tiempo específico y Marchetto contribuyó a esta tendencia desarrollando un método de división de tiempo compuesto, adjudicando figuras rítmicas específicas a valores de tiempo específicos. Además, habló de los modos rítmicos, un viejo método de notación rítmica a partir del ars antiqua del siglo XIII y añadió cuatro modos "imperfectos" a los cinco modos "perfectos" existentes, permitiendo de este modo la práctica italiana contemporánea de interpretación rítmica variada, flexible y expresiva.
Sus tratados tuvieron gran influencia en el siglo XIV y principios del XV y fueron extensamente copiados y difundidos. El Codex Rossi, que es la fuente más antigua conservada de polifonía profana italiana y que contiene música escrita entre 1325 y 1355, muestra la influencia evidente de Marchetto, sobre todo en el uso de sus mejoras en la notación musical. Sin estas innovaciones la música del Trecento, por ejemplo la música profana de Francesco Landini, no habría sido posible.

### Lucidarium in arte musicae planae
Este tratado fue escrito en los años 1317 y 1318. El título significa literalmente "Explicación del arte de la música llana" (canto gregoriano). Un planteamiento destacable de este trabajo es que la división de Marchetto del tono pitagórico (relación 9:8) en cinco partes. Un semitono podría consistir en un, dos, tres o cuatro de estas partes, dependiendo de si era respectivamente un diesis, un semitono enarmónico, un semitono diatónico o un semitono cromático. Los siguientes nombres se utilizan para los cuatro microintervalos resultantes:
| Nombre                 | Relación con el tono general |
| ---------------------- | ---------------------------- |
| Diesis                 | 1/5                          |
| Semitonium Enarmonicum | 2/5                          |
| Semitonium Diatonicum  | 3/5                          |
| Semitonium Cromaticum  | 4/5                          |

Los semitonos grandes pueden ser utilizados en diversos tipos de música. Sin embargo, en la monodia litúrgica sólo se utiliza el Semitonium enarmonicum, que es el semitono pequeño habitual.
Asimismo, Lucidarium incluye uno de sus primeros textos dedicado a la relación entre el compositor –usó la palabra "músico", tomando la definición prestada de la obra De institutione musica libri quinque de Boecio– e intérprete. Marchetto estableció una jerarquía distinta, definiendo al "músico" o compositor como el artista que hace juicios de acuerdo con su conocimiento culto, mientras que describe al cantante como el instrumento a través del cual el músico ejecuta y compara su relación la existente entre un juez y un pregonero.

### Pomerium in arte musicae mensuratae
Este tratado fue elaborado poco después que el primero, en fecha no posterior a 1319. La traducción del título significa "Pomar (Huerto) del arte de la música  mensurada (medida)". En el Pomerium indicaba que lo había escrito mientras estaba en la casa de Raynaldus de Cintis en Cesena, que fue el señor de la ciudad desde 1321 hasta 1326, sin embargo la mayor parte de estudiosos creen que el Pomerium fue escrito en 1318. En esta publicación se describe por primera vez en la historia un sistema mensural, que permite que las breves, ya sean binarias (por 2) o ternarias (por 3), se dividan en semibreves. Las breves también se puede dividir por múltiplos de 2 o 3:
- En el Tempus perfectum entre tres y doce semibreves.
- En el Tempus imperfectum entre dos y ocho semibreves.

Generalmente, cuando una transcripción en notación moderna que se escribirá un compás por unidad brevis. La división utilizada se suele anotar con frecuencia citado por la primera letra entre puntos. Ejemplos:
- .q. para Quaternaria (cuatro partes)
- .t. para Ternaria (tripartita)
- .i. para Senaria imperfecta (seis divisiones imperfectas)
- .p. para Senaria perfecta (seis divisiones perfectas)

La división en seis partes se puede hacer de dos maneras. La Senaria imperfecta consiste en realizar una división binaria en un primer momento, mientras que la Senaria perfecta supone una primera sección en tres partes. Así pues, en la Senaria imperfecta las dos semibreves serán divididas en tres mínimas, mientras que en la Senaria perfecta cada una de las tres semibreves se dividen en dos mínimas.

## Obras musicales
Sólo tres motetes han sido atribuidos con certeza a Marchetto, uno de ellos debido a que su nombre aparece en forma de acróstico en el texto de una de las voces (Ave regina celorum / Mater innocencie). Basado en otro acróstico en el mismo motete, parece que fue compuesto para dedicarlo a la Capilla de los Scrovegni también conocida como la Capilla de la Arena, en Padua el 25 de marzo de 1305.